# Социјална политика Европске уније
Социјална политика ЕУ, у најширем смислу, обухвата следеће области: слободно кретање радника и социјалну сигурност радника миграната; једнак третман мушкараца и жена; обезбеђење најбољих услова рада, здравствене заштите и заштите на раду; заштиту јавног здравља; бригу о старим људима; борбу против сиромаштва, укључујући и интеграцију мањинских група; запошљавање, професионалну обуку младих и политику запошљавања. Важан сегмент социјалне политике Европске уније је и развој служби социјалне заштите и образовања.